# Bruce Kirby (színművész)
Bruce Kirby, született Bruno Giovanni Quidaciolu (New York, 1925. április 28. – Los Angeles, 2021. január 24.) amerikai karakterszínész. Fia, Bruno Kirby (1949–2006) szintén színész volt.

## Válogatott filmográfia

### Film
| Év   | Magyar cím                  | Eredeti cím                                         | Szerep              | Magyar hang     |
| ---- | --------------------------- | --------------------------------------------------- | ------------------- | --------------- |
| 1970 | A 22-es csapdája            | Catch-22                                            | doktor              | Palóczy Frigyes |
| 1971 | Könyvelő a pácban           | How to Frame a Figg                                 | Dale Groat          |                 |
| 1971 | J.W. Coop, a rodeó király   | J. W. Coop                                          | sofőr               |                 |
| 1972 |                             | Another Nice Mess                                   | Adolph              |                 |
| 1976 |                             | The Commitment                                      | Simon Benson        |                 |
| 1979 | Önpusztító tűz              | Fyre                                                | apa                 | Kránitz Lajos   |
| 1979 | Muppet-show                 | The Muppet Movie                                    | kapuőr              |                 |
| 1985 | Édes álmok                  | Sweet Dreams                                        | Arthur Godfrey      | Kardos Gábor    |
| 1986 | Állj mellém!                | Stand by Me                                         | Mr. Quidacioluo     | Állj mellém!    |
| 1986 | Állj mellém!                | Stand by Me                                         | Mr. Quidacioluo     | Végh Ferenc     |
| 1986 | Fegyvere van, veszélyes     | Armed and Dangerous                                 | rendőrkapitány      | Orosz István    |
| 1987 | Sittmentes Új Évet!         | Happy New Year                                      | taxisofőr           |                 |
| 1987 | Dobjuk ki anyut a vonatból! | Throw Momma from the Train                          | DeBenedetto nyomozó | Pataki Imre     |
| 1987 | Dobjuk ki anyut a vonatból! | Throw Momma from the Train                          | DeBenedetto nyomozó | Szokolay Ottó   |
| 1987 | Dobjuk ki anyut a vonatból! | Throw Momma from the Train                          | DeBenedetto nyomozó | Garai Róbert    |
| 1988 | Belső körök                 | The In Crowd                                        | Morris              |                 |
| 1988 | A fehér ruhás hölgy         | Lady in White                                       | taxisofőr           | Surányi Imre    |
| 1989 | A nagy film                 | The Big Picture                                     | üzletember          |                 |
| 1989 |                             | Another Time, Another Place                         | Cotton Traynor      |                 |
| 1990 | A gonosz Jim                | Bad Jim                                             | vásárló             |                 |
| 1993 | Mr. Wonderful               | Mr. Wonderful                                       | Dante               | Varga Tamás     |
| 1994 |                             | Rave Review                                         | Milton Mandler      |                 |
| 1997 |                             | Cadillac                                            | Augustine           |                 |
| 1998 | A vágy hálójában            | Interlocked: Thrilled to Death                      | Walter              |                 |
| 2000 |                             | Vinnie and Angela's Beauty Salon and Funeral Parlor | Big Tony            |                 |
| 2004 | Ütközések                   | Crash                                               | Pop Ryan            |                 |
| 2008 | Könnyű zsákmány             | 2:22                                                | Norman Penn         |                 |

### Televízió
Tévéfilmek
| Év   | Magyar cím                            | Eredeti cím                    | Szerep                 | Magyar hang  |
| ---- | ------------------------------------- | ------------------------------ | ---------------------- | ------------ |
| 1973 | Kojak és a Marcus-Nelson gyilkosságok | The Marcus-Nelson Murders      | Dan McCartney őrmester |              |
| 1975 | Utcalányok                            | Hustling                       | késes férfi            |              |
| 1988 | A második Al Capone                   | Frank Nitti: The Enforcer      | Anton Cermak           | Izsóf Vilmos |
| 1992 | Felhők mögött kék az ég               | Getting Up and Going Home      | ismeretlen szerep      |              |
| 1993 | Furcsa pár: Újra együtt               | The Odd Couple: Together Again | Zelnick                |              |
| 1996 | Minden, amit akart                    | All She Ever Wanted            | ismeretlen szerep      |              |
| 2000 | Narkóháború                           | Blood Money                    | Joe bácsi              |              |

Tv-sorozatok
- Kojak (1973–1976, hat epizódban)
- Columbo (1973–1995, kilenc epizódban)
- Rockford nyomoz (The Rockford Files) (1974–1978, három epizódban)
- San Francisco utcáin (The Streets of San Francisco) (1975, egy epizódban)
- Gyilkos sorok (Murder, She Wrote) (1990, 1996, két epizódban)
- Days of our Lives (1995–2000, 12 epizódban)